# Stark Bank
Stark Bank é um banco digital brasileiro com foco em médias e grandes empresas, fundado em 2018 por Rafael Stark, em São Paulo. A instituição oferece contas para empresas, gestão de caixa, cartões corporativos, transferências eletrônicas, invoices, linhas de crédito, câmbio e investimentos.
O banco transaciona, anualmente, mais de R$ 100 bilhões. Além disso, é conhecida como a primeira startup brasileira investida por Jeff Bezos, e como o primeiro banco digital do mundo a obter classificação de crédito (rating) com a Fitch.

## História
Em 2018, Rafael Stark, ao desenvolver aplicativos para grandes empresas, deparou-se com a necessidade de um API, interface de programação de aplicações, de transferência bancária para pessoas jurídicas, com o objetivo de criar integração tecnológica em processos que eram inteiramente manuais.
Em 2022, após aporte da Bezos Expeditions, o Stark Bank lançou um sistema de infraestrutura financeira para empresas, permitindo que se pluguem aos APIs do banco para usufruir da estrutura de pagamentos, sem que essas companhias se tornem fintechs ou bancos.
O nome da instituição está associado ao significado da palavra “stark” em alemão, que significa "forte".

Em 2024, o relatório intitulado "Corrida dos Unicórnios", realizado pela plataforma de inovação Distrito, incluiu o Stark Bank entre as 12 startups brasileiras com potencial para atingir o status de “unicórnio”, ou seja, ser avaliada em mais de US$ 1 bilhão.